# Paratyphloiulus bolivari
Paratyphloiulus bolivari är en mångfotingart som beskrevs av Ceuca 1973. Paratyphloiulus bolivari ingår i släktet Paratyphloiulus och familjen kejsardubbelfotingar. Inga underarter finns listade i Catalogue of Life.